# Nicolau Coelho
Nicolau Coelho (Felgueiras, ca. 1460 - algun indret davant les costes de Moçambic, gener de 1504) fou un navegant i explorador portuguès que participà en diversos viatges cèlebres: acompanyà Vasco da Gama en el descobriment de la ruta marítima a l'Índia, el 1497-99, sent el primer a tornar al comandament de la caravel·la Bérrio; i també fou un dels capitans de la flota de Pedro Álvares Cabral que realitzà el descobriment del Brasil el 1500.
Morí el gener de 1504 a alta mar, en un indret desconegut en naufragar el seu vaixell de tornada del tercer viatge a l'Índia, sota el comandament de Francisco de Albuquerque, possiblement davant la costa de Moçambic.

## Biografia
Nicolau Coelho va néixer a Felgueiras, al districte de Porto, al nord de Portugal. El seu origen no era noble, tot i que fou ennoblit pels seus serveis prestats a la Corona. Era fill de Pedro Coelho i Luísa de Góis. Abans de 1495 es casà amb Brites Rodrigues de Ataíde, amb qui tingué cinc fills.

### Viatge amb Vasco da Gama
Experimentat navegant i de gran valor, el 1497 Nicolau Coelho acompanyà a Vasco da Gama en el primer viatge a l'Índia. Comandant de la caravel·la Bérrio, que tenia com a pilot a Pêro Escobar i per escriba a Álvaro de Braga, participà també en el descobriment de la ruta marítima a l'Índia. En el viatge d'anada fou el primer dels capitans de Gama que arribà a Moçambic i posteriorment establí contacte amb el sultà de Quiloa. De tornada cap a Portugal es va veure afectat per una gran tempesta a l'alçada de Cap Verd el 20 de març de 1499. Separat de la resta de vaixells de l'esquadra Coelho fou el primer a arribar a Lisboa el 10 de juliol de 1499, amb la bona nova de l'arribada a l'Índia. Això provocà grans alegries i recompenses. El rei Manuel I li donà grans honors, com ara una pensió anual de 50.000 reals, propietats i un nou escut d'armes. Aquell mateix any fou fet 'Caveleiro da Casa Real'.

### Viatge amb Pedro Álvares Cabral
Després de passar mig any a Europa, Nicolau Coelho salpà capitanejant un dels 13 vaixells de la flota de Pedro Álvares Cabral que participaria en la descoberta de Brasil, el 1500. Nicolau Coelho desembarcà a la terra de Vera Cruz en el primer vaixell, establint contacte amb els natius i participant en la primera visita realitzada pels natius a la nau capitana.

### Armada d'Afonso i Francisco de Albuquerque
El 1503 tornà a l'Índia comandant la nau Faial en una flota de tres vaixells liderada per Afonso de Albuquerque, que feia el seu primer viatge a l'Índia en una armada conjunta amb el seu cosí Francisco de Albuquerque. Emprenent missions arriscades, Nicolau Coelho morí en el viatge de tornada a Portugal, jut a Francisco de Albuquerque, el gener de 1504, en el naufragi de la nau Faial prop de l'actual arxipèlag de Querimba, Moçambic.